# Ataques cibernéticos ao Comitê Nacional Democrata
Os ataques cibernéticos do Comitê Nacional Democrata ocorreram em 2015 e 2016,  nos quais dois grupos de hackers russos se infiltraram na rede informática do Comitê Nacional Democrata (DNC, sigla em inglês), levando a uma violação de dados. Especialistas em segurança cibernética, assim como o governo dos Estados Unidos, determinaram que a ciberespionagem foi obra de agências de inteligência russas.
Evidências forenses analisadas por várias empresas de segurança cibernética, como CrowdStrike, Fidelis e Mandiant (ou FireEye), indicaram fortemente que duas agências de inteligência russas se infiltraram separadamente nos sistemas informáticos do DNC. A CrowdStrike, que removeu os programas de hackers, revelou um histórico de encontros com os dois grupos e já os havia nomeado, chamando um deles de Cosy Bear e o outro de Fancy Bear, nomes que são usados na mídia.
Em 9 de dezembro de 2016, a CIA disse aos legisladores dos Estados Unidps que a Comunidade de Inteligência dos EUA tinha concluído que a Rússia conduziu os ataques cibernéticos e outras operações durante as eleições dos EUA de 2016 para ajudar Donald Trump a ganhar a presidência. Várias agências de inteligência dos EUA concluíram que indivíduos específicos ligados ao governo russo forneceram ao WikiLeaks e-mails roubados do DNC, bem como e-mails roubados do presidente da campanha de Hillary Clinton, que também foi alvo de um ataque cibernético. Estas organizações de inteligência concluíram adicionalmente que a Rússia hackeou o Comitê Nacional Republicano (RNC), bem como o DNC, mas optou por não divulgar informações obtidas do RNC.